# Destroyer (film, 1943)
Pour les articles homonymes, voir Destroyer.
Pour plus de détails, voir Fiche technique et Distribution.
Destroyer est un film de guerre américain réalisé par William A. Seiter et sorti en 1943.

## Synopsis
Pendant la Seconde Guerre mondiale sur un bateau de l'armée américaine, un vieux commandant voit son autorité contestée par un jeune marin.

## Fiche technique
- Titre alternatif : Destroyer men[2]
- Réalisation : William A. Seiter
- Scénario : Frank Wead
- Photographie : Franz Planer
- Musique : Anthony Collins
- Montage : Gene Havlick
- Durée : 99 minutes
- Date de sortie : 
  - États-Unis : 19 août 1943
- Société de distribution : Columbia Pictures

## Distribution
- Edward G. Robinson : Steve Boleslavski
- Glenn Ford : Mickey Donohue
- Marguerite Chapman : Mary Boleslavski
- Edgar Buchanan : Kansas Jackson
- Leo Gorcey : Sarecky
- Regis Toomey : Lieutenant Commander Clark
- Edward Brophy : Casey
- Warren Ashe : Lieutenant Morton
- Benson Fong : opérateur sonar japonais
- Richard Loo : capitaine du sous-marin japonais
- Lloyd Bridges : pompier
- Larry Parks : Enseigne